# 46719 Plantade
46719 Plantade este un asteroid din centura principală de asteroizi.

## Descriere
46719 Plantade este un asteroid din centura principală de asteroizi. A fost descoperit pe 1 august 1997 la Observatoire des Pises din Parcul național din Cévennes. Asteroidul prezintă o orbită caracterizată de o semiaxă mare de 2,74 ua, o excentricitate de 0,12 și o înclinație de 7,3° în raport cu ecliptica.